# Contre-la-montre par équipes de cyclisme sur route aux Jeux olympiques d'été de 1980
Navigation
Montréal 1976 Los Angeles 1984
Le 100 km contre-la-montre par équipes de cyclisme sur route des Jeux olympiques d'été de 1980, a lieu le 20 juillet 1980.
La course est disputée sur l'autoroute entre Moscou et Minsk
.
Ce contre-la-montre  est remporté par l'équipe d'Union soviétique, composée de Youri Kachirine, Oleg Logvine, Sergueï Chelpakov et Anatoli Yarkine, qui effectuent le parcours en 2 h 1 min 21 s 74, soit à une vitesse moyenne de 49,438 km/h. Ils devancent les Allemands de l'Ouest  Falk Boden, Bernd Drogan, Olaf Ludwig et Hans-Joachim Hartnick, et les Tchécoslovaques Michal Klasa, Vlastibor Konečný, Alipi Kostadinov et Jiří Škoda.

## Résultats
| Rang                                | Cyclistes                                                                                            | Pays                 | Temps             |
| ----------------------------------- | --- | -------------------- | ----------------- |
| Médaille d'or, Jeux olympiques      | Youri Kachirine Oleg Logvine Sergueï Chelpakov Anatoli Yarkine                                       | Union soviétique     | 2 h 1 min 21 s 74 |
| Médaille d'argent, Jeux olympiques  | Falk Boden Bernd Drogan Olaf Ludwig Hans-Joachim Hartnick                                            | Allemagne de l'Ouest | 2 h 2 min 53 s 19 |
| Médaille de bronze, Jeux olympiques | Michal Klasa Vlastibor Konečný Alipi Kostadinov Jiří Škoda                                           | Tchécoslovaquie      | 2 h 2 min 53 s 89 |
| 4                                   | Stefan Ciekański Jan Jankiewicz Czesław Lang Witold Plutecki                                         | Pologne              | 2 h 4 min 13 s 8  |
| 5                                   | Mauro De Pellegrini Gianni Giacomini Ivano Maffei Alberto Minetti                                    | Italie               | 2 h 4 min 36 s 2  |
| 6                                   | Borislav Asenov Venelin Khubenov Yordan Penchev Nentcho Staykov                                      | Bulgarie             | 2 h 5 min 55 s 2  |
| 7                                   | Harry Hannus Kari Puisto Patrick Wackström Sixten Wackström                                          | Finlande             | 2 h 5 min 58 s 2  |
| 8                                   | Bruno Bulić Vinko Polončič Bojan Ropret Bojan Udovič                                                 | Yougoslavie          | 2 h 7 min 12 s 0  |
| 9                                   | Robert Downs Des Fretwell Steve Jones Joseph Waugh                                                   | Grande-Bretagne      | 2 h 7 min 30 s 6  |
| 10                                  | Per Kærsgaard Laursen Michael Markussen Jesper Worre Jørgen Pedersen                                 | Danemark             | 2 h 7 min 42 s 3  |
| 11                                  | Kevin Bradshaw Remo Sansonetti David Scarfe Michael Wilson                                           | Australie            | 2 h 8 min 25 s 2  |
| 12                                  | Anders Adamson Bengt Asplund Mats Gustafsson Håkan Karlsson                                          | Suède                | 2 h 8 min 33 s 7  |
| 13                                  | Johann Lienhart Peter Muckenhuber Herbert Spindler Johann Summer                                     | Autriche             | 2 h 9 min 17 s 7  |
| 14                                  | Gilbert Glaus Fritz Joost Jürg Luchs Richard Trinkler                                                | Suisse               | 2 h 9 min 48 s 9  |
| 15                                  | Guus Bierings Jacques Hanegraaf Theo Hogervorst Adri van der Poel                                    | Pays-Bas             | 2 h 10 min 17 s 3 |
| 16                                  | Patrick du Chau Marc Sergeant Gerrit Van Gestel Leo Wellens                                          | Belgique             | 2 h 10 min 27 s 5 |
| 17                                  | Tamás Csathó László Halász Zoltán Halász András Takács                                               | Hongrie              | 2 h 10 min 54 s 9 |
| 18                                  | Claudio Pérez Olinto Silva Juan Arroyo Mario Medina                                                  | Venezuela            | 2 h 14 min 15 s 8 |
| 19                                  | Luvsandagvyn Jargalsaikhan Batsükhiin Khayankhyarvaa Damdinsürengiin Orgodol Dashjamtsyn Tömörbaatar | Mongolie             | 2 h 15 min 4 s 5  |
| 20                                  | Joseph Farrugia Albert Micallef Carmel Muscat Alfred Tonna                                           | Malte                | 2 h 23 min 50 s 1 |
| 21                                  | Ali Hamid El-Aila Mohamed El-Kamaa Nuri Kaheil Khalid Shebani                                        | Liban                | 2 h 24 min 48 s 2 |
| 22                                  | Charles Bana Toussaint Fouda Joseph Kono Nicolas Owona                                               | Cameroun             | 2 h 26 min 46 s 6 |
| 23                                  | Haile Micael Kedir Ayele Mekonnen Tadesse Mekonnen Tilahun Alemayehu                                 | Éthiopie             | 2 h 35 min 47 s 8 |

## Sources
- (en) Cet article est partiellement ou en totalité issu de l’article de Wikipédia en anglais intitulé « Cycling at the 1980 Summer Olympics – Men's team time trial » (voir la liste des auteurs).

1. ↑  « Rapport officiel du Comité d'organisation des Jeux de la XXIle Olympiade - Volume II » [PDF], p. 220
2. ↑  « Rapport officiel du Comité d'organisation des Jeux de la XXIle Olympiade - Volume III » [PDF], p. 212